# Lactucine
La lactucine est une molécule du groupe des lactones sesquiterpéniques de formule brute C15H16O5, principe amer qui se présente sous la forme d'une poudre cristalline blanche et à l'origine des propriétés analgésiques et sédatives du lactucarium,.
Il agit comme un agoniste des récepteurs de l'adénosine.